# ATP World Tour Finals 2013 – mužská dvouhra
Soutěže mužské dvouhry na Turnaji mistrů 2013 v Londýně se účastnilo osm nejlepších tenistů v klasifikaci žebříčku Emirates ATP. Obhájcem titulu byl druhý hráč světa Novak Djoković ze Srbska, který ve finále předchozího ročníku zdolal Rogera Federera.

## Přehled

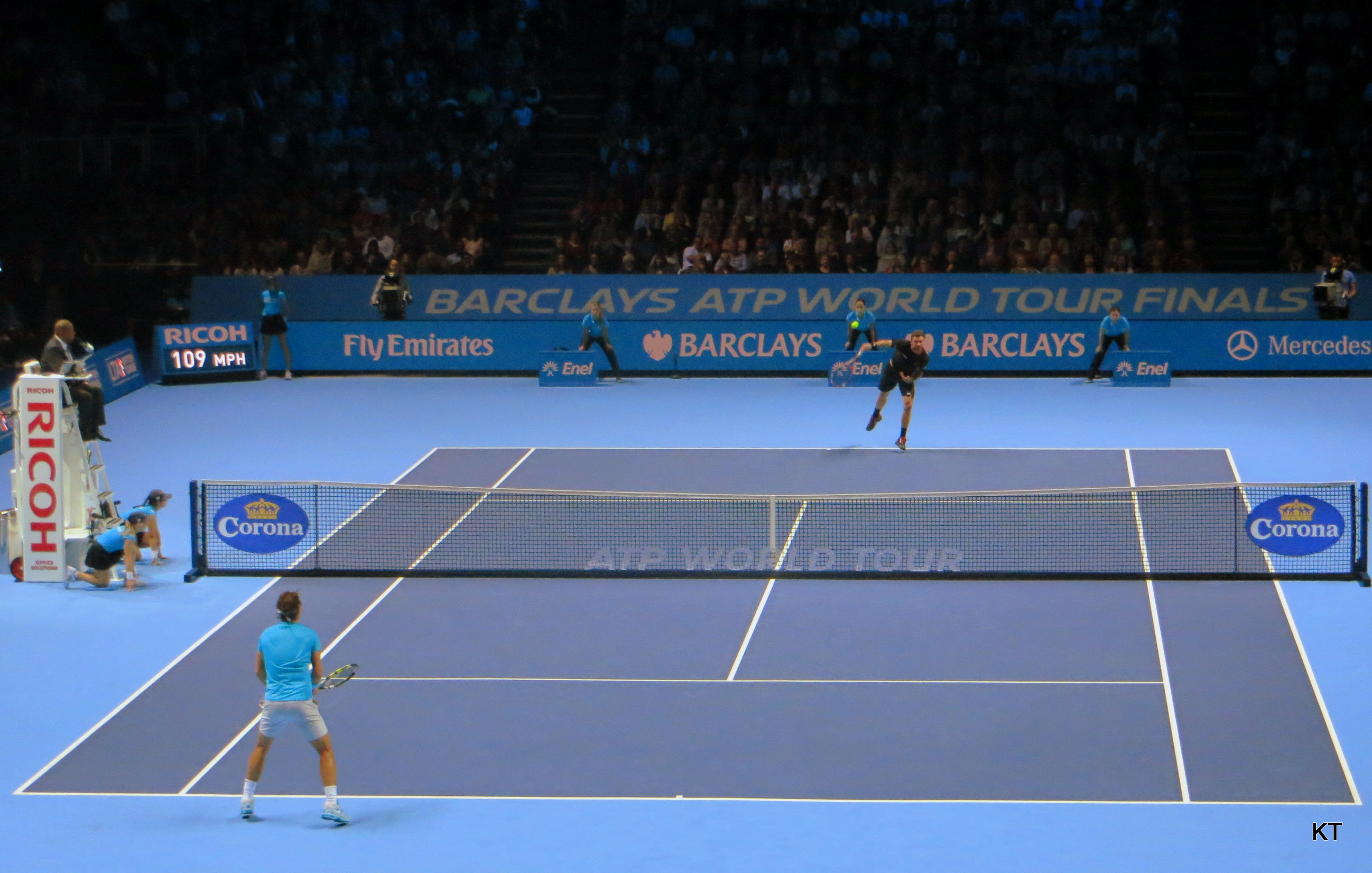
Utkání základní skupiny A
Rafael Nadal – Stan Wawrinka, 7–6, 7–6

Čtvrtý hráč světové klasifikace Skot Andy Murray, který měl na turnaji startovat pošesté, se z turnaje odhlásil pro rekonvalescenci po operaci zad. Na uvolněné osmé místo se tak 31. října jako poslední kvalifikoval Francouz Richard Gasquet.
Pro Federera se jednalo o dvanáctou turnajovou účast v řadě, čímž vyrovnal rekord Čechoameričana Ivana Lendla, a celkově se v počtu startů na závěrečné události roku zařadil na druhé místo. Na turnaji pak Švýcar pojedenácté postoupil do semifinále. Rafael Nadal si druhým vítězným zápasem nad Stanislasem Wawrinkou zajistil potřetí v kariéře konečné 1. místo na žebříčku ATP, když jej už Novak Djoković nemohl předhonit.
Soutěž podruhé za sebou vyhrál druhý nasazený Novak Djoković, když ve finále zdolal světovou jedničku Rafaela Nadala po dvousetovém průběhu 6–3 a 6–4. Španěl tak ani ve svém druhém finále nedosáhl na trofej z Turnaje mistrů, jediný titul z velké události, jenž mu stále chyběl.
Srbský hráč se po Michaelu Stichovi, Lleytonu Hewittovi a Rogeru Federerovi stal čtvrtým tenistou, který dokázal turnaj vyhrát bez jediné porážky. Na závěrečné události si připsal třetí výhru, sedmý titul v probíhající sezóně a celkem čtyřicátý první v kariéře. Svou neporazitelnost prodloužil na 22 zápasů. Snížil také negativní poměr vzájemných utkání, který vůči Nadalovi po utkání činil 17–22. Následně odletěl do Bělehradu na víkendové finále Davisova poháru proti České republice.

## Nasazení hráčů
1. Rafael Nadal (finále, 1 000 bodů, 1 013 000 USD)
2. Novak Djoković (vítěz, 1 500 bodů, 1 923 000 USD)
3. David Ferrer (základní skupina, 0 bodů, 142 000 USD)
4. Juan Martín del Potro (základní skupina, 200 bodů, 284 000 USD)
5. Tomáš Berdych (základní skupina, 200 bodů, 284 000 USD)
6. Roger Federer (semifinále, 400 bodů, 426 000 USD)
7. Stan Wawrinka (semifinále, 400 bodů, 426 000 USD)
8. Richard Gasquet (základní skupina, 0 bodů, 142 000 USD)

## Náhradníci
1. Jo-Wilfried Tsonga (nenastoupil, 0 bodů, 80 000 USD)
2. Milos Raonic (nenastoupil, 0 bodů, 80 000 USD)

## Soutěž
| Legenda                                                       |                                                                        |                                                   |
| - Q – kvalifikant - WC – divoká karta - LL – šťastný poražený | - Alt – náhradník - SE – zvláštní výjimka - PR/SR – žebříčková ochrana | - w/o – bez boje - r – skreč - d – diskvalifikace |

### Finálová fáze
|  | Semifinále | Semifinále    | Semifinále     | Semifinále | Semifinále |                |              | Finále | Finále | Finále | Finále | Finále |
|  |            |               |                |            |            |                |              |        |        |        |        |        |
|  | 1          | Rafael Nadal  | 7              | 6          |            |                |              |        |        |        |        |        |
|  | 6          | Roger Federer | 5              | 3          |            |                |              |        |        |        |        |        |
|  | 6          | Roger Federer | 5              | 3          |            | 1              | Rafael Nadal | 3      | 4      |        |        |        |
|  |            |               |                |            |            | 1              | Rafael Nadal | 3      | 4      |        |        |        |
|  |            | 2             | Novak Djoković | 6          | 6          |                |              |        |        |        |        |        |
|  | 2          | 2             | Novak Djoković | 6          | 6          | Novak Djoković | 6            | 6      |        |        |        |        |
|  | 2          |               |                |            |            | Novak Djoković | 6            | 6      |        |        |        |        |
|  | 7          | Stan Wawrinka | 3              | 3          |            |                |              |        |        |        |        |        |

### Skupina A
|    |               | Nadal              | Ferrer             | Berdych            | Wawrinka           | Zápasy V/P | Sety V/P     | Hry V/P        | Pořadí |
| 1. | Rafael Nadal  |                    | 6–3, 6–2           | 6–4, 1–6, 6–3      | 7–6(7–5), 7–6(8–6) | 3–0        | 6–1 (85,7 %) | 39–30 (56,5 %) | 1.     |
| 3. | David Ferrer  | 3–6, 2–6           |                    | 4–6, 4–6           | 7–6(7–3), 4–6, 1–6 | 0–3        | 1–6 (14,2 %) | 25–42 (37,3 %) | 4.     |
| 5. | Tomáš Berdych | 4–6, 6–1, 3–6      | 6–4, 6–4           |                    | 3–6, 7–6(7–0), 3–6 | 1–2        | 4–4 (50,0 %) | 38–39 (49,4 %) | 3.     |
| 7. | Stan Wawrinka | 6–7(5–7), 6–7(6–8) | 6–7(3–7), 6–4, 6–1 | 6–3, 6–7(0–7), 6–3 |                    | 2–1        | 4–4 (50,0 %) | 48–39 (55,1 %) | 2.     |

Pořadí bylo určeno na základě následujících kritérií: 1) počet vyhraných utkání; 2) počet odehraných utkání; 3) vzájemný poměr utkání u dvou hráčů se stejným počtem výher; 4) procento vyhraných setů, procento vyhraných her u třech hráčů se stejným počtem výher, poté poměr vzájemných utkání 5) postavení na žebříčku ATP.
- V/P – výhry / prohry

### Skupina B
|    |                       | Djoković           | Del Potro          | Federer            | Gasquet            | Zápasy V/P | Sety V/P     | Hry V/P        | Pořadí |
| 2. | Novak Djoković        |                    | 6–3, 3–6, 6–3      | 6–4, 6–7(2–7), 6–2 | 7–6(7–5), 4–6, 6–3 | 3–0        | 6–3 (66,7 %) | 50–40 (55,6%)  | 1.     |
| 4. | Juan Martín del Potro | 3–6, 6–3, 3–6      |                    | 6–4, 6–7(2–7), 5–7 | 6–7(4–7), 6–3, 7–5 | 1–2        | 4–5 (44,4 %) | 48–48 (50,0 %) | 3.     |
| 6. | Roger Federer         | 4–6, 7–6(7–2), 2–6 | 4–6, 7–6(7–2), 7–5 |                    | 6–4, 6–3           | 2–1        | 5–3 (62,5 %) | 43–42 (50,6 %) | 2.     |
| 8. | Richard Gasquet       | 6–7(5–7), 6–4, 3–6 | 7–6(7–4), 3–6, 5–7 | 4–6, 3–6           |                    | 0–3        | 2–6 (25,0 %) | 37–48 (43,5 %) | 4.     |

Pořadí bylo určeno na základě následujících kritérií: 1) počet vyhraných utkání; 2) počet odehraných utkání; 3) vzájemný poměr utkání u dvou hráčů se stejným počtem výher; 4) procento vyhraných setů, procento vyhraných her u třech hráčů se stejným počtem výher, poté poměr vzájemných utkání 5) postavení na žebříčku ATP.
- V/P – výhry / prohry